# Resistencia Socialista
Resistencia Socialista (en inglés, Socialist Resistance) es un partido político británico de izquierda revolucionaria que se define como marxista, trotskista, feminista y ecosocialista. Fue fundado en 2002 tras la unión de dos organizaciones trotskistas (la Red de Solidaridad Socialista y el Grupo Socialista Internacional) y miembros del Partido Socialista Escocés y otras organizaciones de izquierda. En 2009 se convirtió en la sección británica del Secretariado Unificado de la IV Internacional. El órgano de expresión del partido es la publicación Socialist Resistance.

## Actividades
Desde Socialist Resistance se organizan foros y publicaciones sobre temas relacionados con la política nacional e internacional (ecosocialismo, Revolución bolivariana, Oriente Medio) que han contado con la participación de activistas como Michael Löwy y Celia Hart. Además, miembros de SR participan en el consejo editorial de International Viewpoint, publicación vinculada a la IV Internacional.